# 国道252号

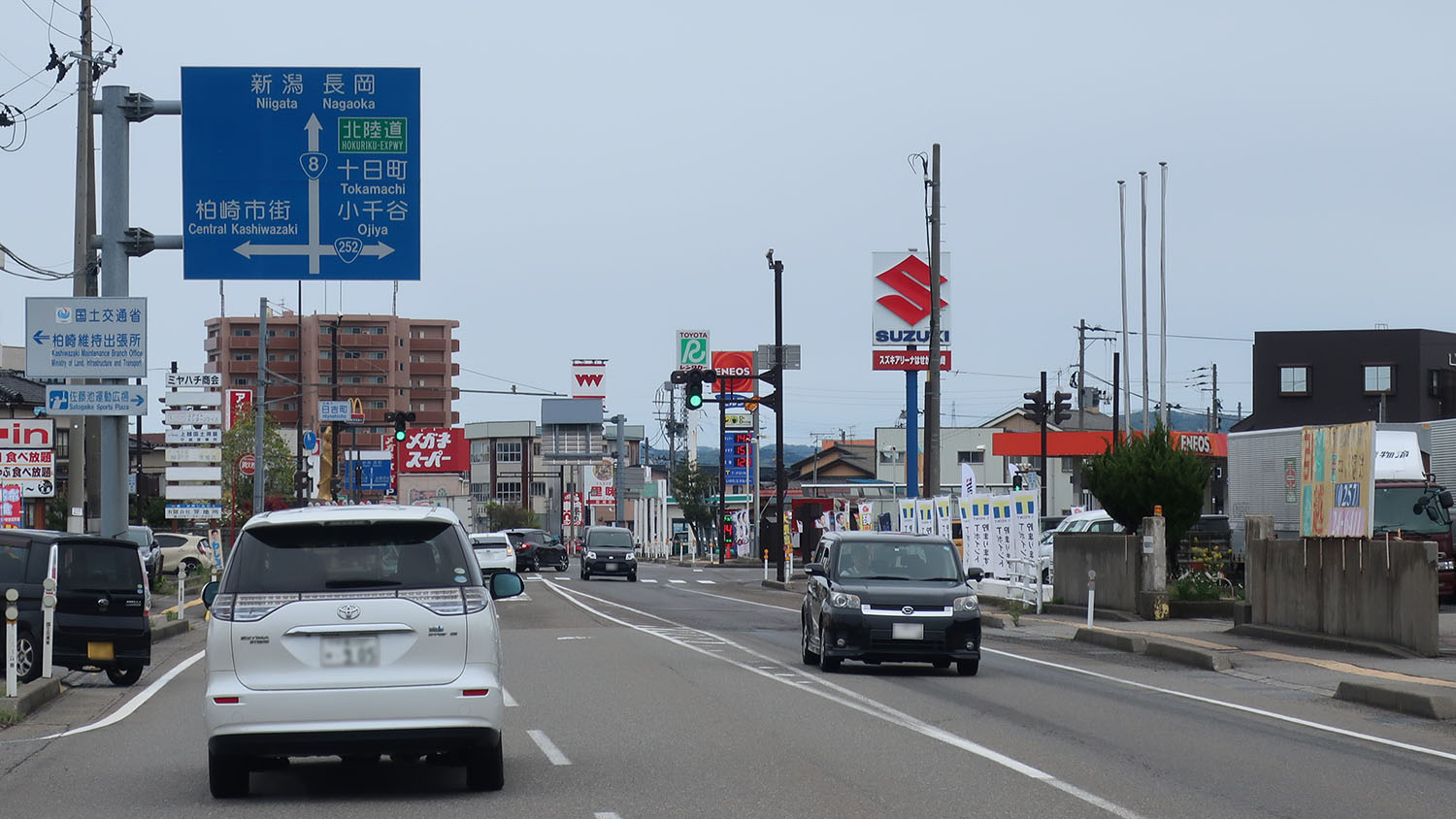
国道252号 起点
新潟県柏崎市 日吉町交差点
（国道291号 起点）

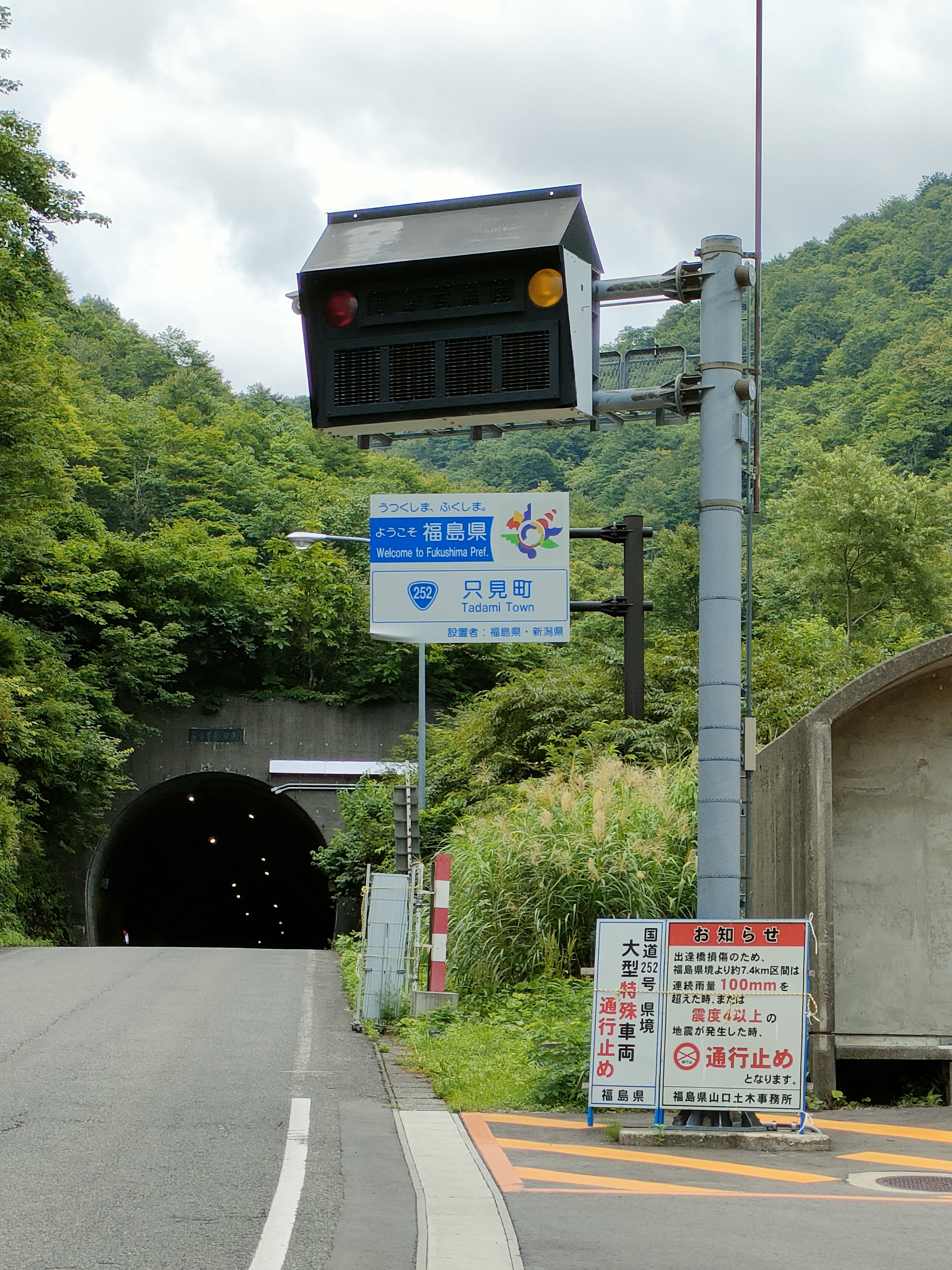
国道252号六十里越。福島県
南会津郡只見町方面を望む。（2023年）

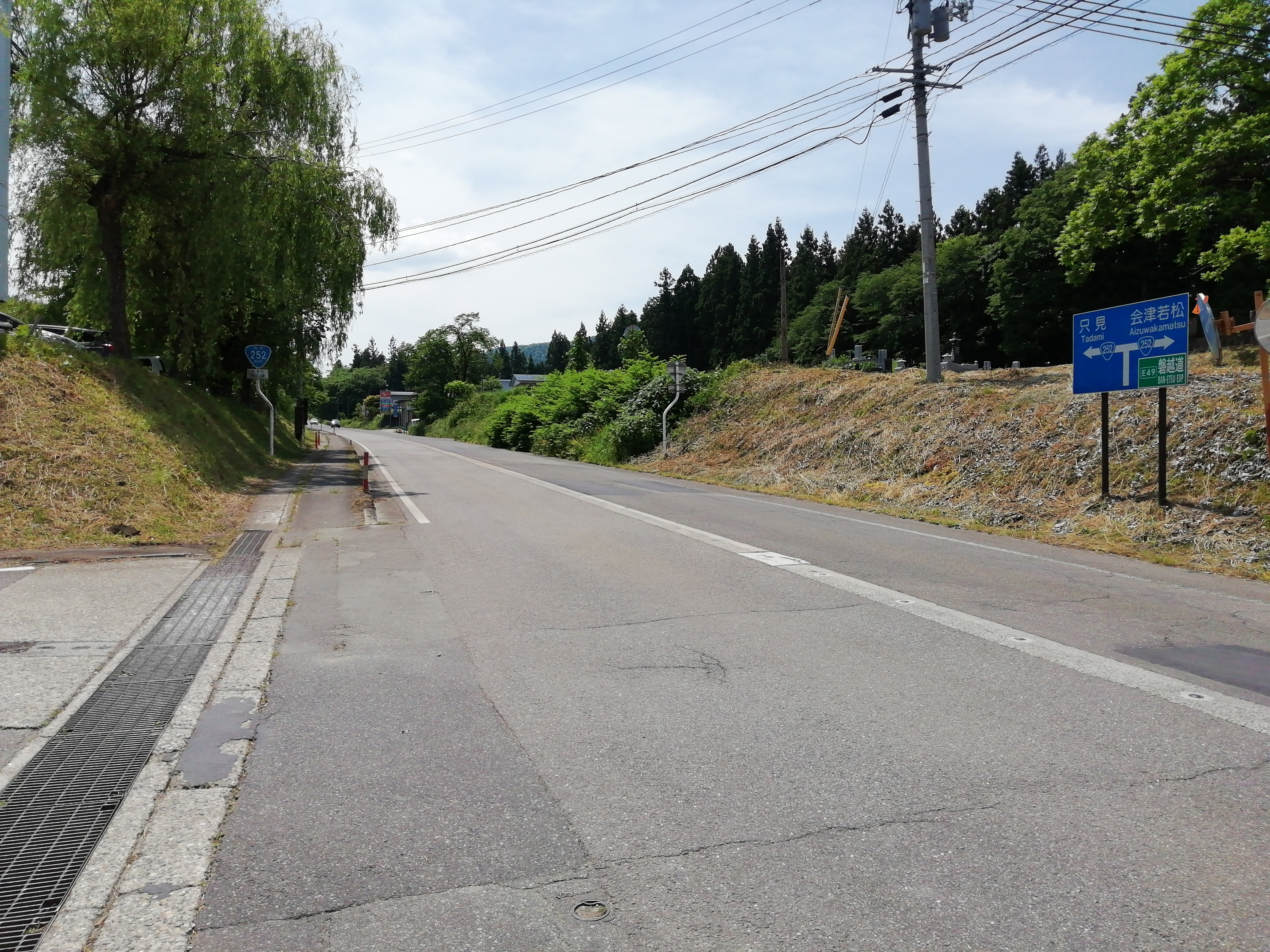
福島県 河沼郡柳津町柳津。付近に只見川が流れている。（2025年）

国道252号（こくどう252ごう）は、新潟県柏崎市から福島県会津若松市に至る一般国道である。

## 概要
新潟県柏崎市から東へ新潟・福島県境の六十里越を越えて、南会津郡只見町などに流れる只見川沿いを通り会津若松市に至る国道路線。福島県会津の只見川沿いの地域の生活に欠くことのできない重要な道路となっている。柏崎市内では、北陸自動車道柏崎ICの接続道路となるほか、福島県河沼郡会津坂下町で磐越自動車道会津坂下ICと接続する。付近を通る鉄道とは、新潟県から福島県にかけて、JR東日本只見線の小出駅 - 会津坂本駅間とほぼ並行する。

### 路線データ
一般国道の路線を指定する政令に基づく起終点および重要な経過地は次のとおり。
- 起点：柏崎市（日吉町交差点 = 国道8号交点、国道291号終点）
- 終点：会津若松市（国道118号、国道121号交点）
- 重要な経過地：新潟県中魚沼郡川西町[注釈 2]、十日町市、同県北魚沼郡堀之内町[注釈 3]、同郡小出町[注釈 3]、同郡広神村[注釈 3]、同郡守門村[注釈 3]、福島県南会津郡只見町、同県大沼郡金山町、同郡三島町、同県河沼郡柳津町、同郡会津坂下町
- 総延長 : 198.9 km（福島県 104.2 km、新潟県 94.6 km）重用延長を含む[2][注釈 4]
- 重用延長 : 18.9 km（福島県 16.9 km、新潟県 1.9 km）[2][注釈 4]
- 未供用延長 : なし[2][注釈 4]
- 実延長 : 180.0 km（福島県 87.3 km、新潟県 92.7 km）[2][注釈 4]
  - 現道 : 176.2 km（福島県 83.5 km、新潟県 92.7 km）[2][注釈 4]
  - 旧道 : 1.8 km（福島県 1.8 km、新潟県 - km）[2][注釈 4]
  - 新道 : 2.0 km（福島県 2.0 km、新潟県 - km）[2][注釈 4]
- 指定区間：国道17号、国道49号と重複する区間（新潟県魚沼市・堀之内庁舎前交差点 - 四日町交差点、福島県河沼郡会津坂下町・会津坂下IC交差点 - 会津若松市・中沢交差点）[3]

## 歴史

### 年表
- 1963年（昭和38年）4月1日 - 二級国道252号柏崎会津若松線（新潟県柏崎市 - 福島県会津若松市）として指定。
- 1965年（昭和40年）4月1日 - 一般国道252号となる。
- 1965年代初頭 - 重複区間の国道49号が一次改良。現在の七折峠の旧道が完成。それに伴い旧道に七折橋（延長75 m）が完成し、名前の由来のカーブは7つから5つに減る。
- 1973年（昭和48年） - 六十里越トンネルの完成により、全線開通する。
- 1974年（昭和49年）3月7日 - 三島町名入字戸板平地内で国道に面した斜面が崩壊。国道を走行中のマイクロバスとライトバンが巻きこまれ8人が死亡、2人が負傷[4]。
- 1977年（昭和52年）7月 - 持寄トンネル（福島県河沼郡柳津町内）が開通。それに伴い旧・持寄トンネルと旧道はすべて廃道。
- 1984年（昭和59年）度 - 塔寺バイパスが開通。それに伴い旧道部分の大部分が福島県道43号会津坂下山都線に降格（指定されていない道路は会津坂下町道に降格）。
- 1989年（平成元年） - 現道にあたる坂本バイパスの工事開始。
- 1991年（平成3年）1月 - 持寄スノーシェルター（福島県河沼郡柳津町内）が開通。それに伴い旧道はすべて廃道。
- 2001年（平成13年）9月 - 柳津隧道の大型車の相互通行不可緩和のため「松倉拡張」計画の一環で松倉トンネル（福島県河沼郡柳津町内）を含む720 mが開通。開通直後は三島方面が松倉トンネル、会津坂下方面が本トンネルの真横にある柳津隧道を利用（その部分のみ片側2車線通行）。それに伴い新・松原橋も開通（その後、旧・松原橋は台風により流失。柳津隧道は廃道となり、片側1車線通行に）。
- 2002年（平成14年）11月30日 - 坂本バイパス（七折峠トンネル・坂本橋）が開通。それに伴い旧道の七折峠は会津坂下町道に降格[5]。
- 2006年（平成18年）8月4日 - 2001年の松倉トンネル開通に次いで「松倉拡張」計画の一環で新・滝谷川橋を含む560 mが開通。それに伴い旧道の旧・滝谷川橋は廃道。
- 2011年（平成23年）7月29日 - 平成23年7月新潟・福島豪雨の影響による落石崩壊、岩石崩壊のおそれのため、南会津郡只見町大字田子倉字鬼面山から南会津郡只見町大字石伏字上宮渕までの14.4 kmの区間が通行止めとなっていたが、2012年7月23日に通行止めは解除された[6]。
- 2022年（令和4年）1月20日 - 本名バイパスが開通[7][8]。
- 2022年（令和4年）3月 - 冬季通行止め期間中のあいよし橋（南会津郡只見町大字田子倉地内）が雪崩により流失したとみられると福島県（道路管理者）が発表した[9]。雪崩の発生日時は不明。人的被害なし[9]。
- 2025年（令和7年）4月 - 冬季通行止め期間中の出逢橋（南会津郡只見町大字田子倉地内）が流失していることを福島県（道路管理者）が確認したことを発表した[10]。雪崩に巻き込まれたとみられる[10]。雪崩の発生日時は不明。人的被害なし[10]。

## 路線状況

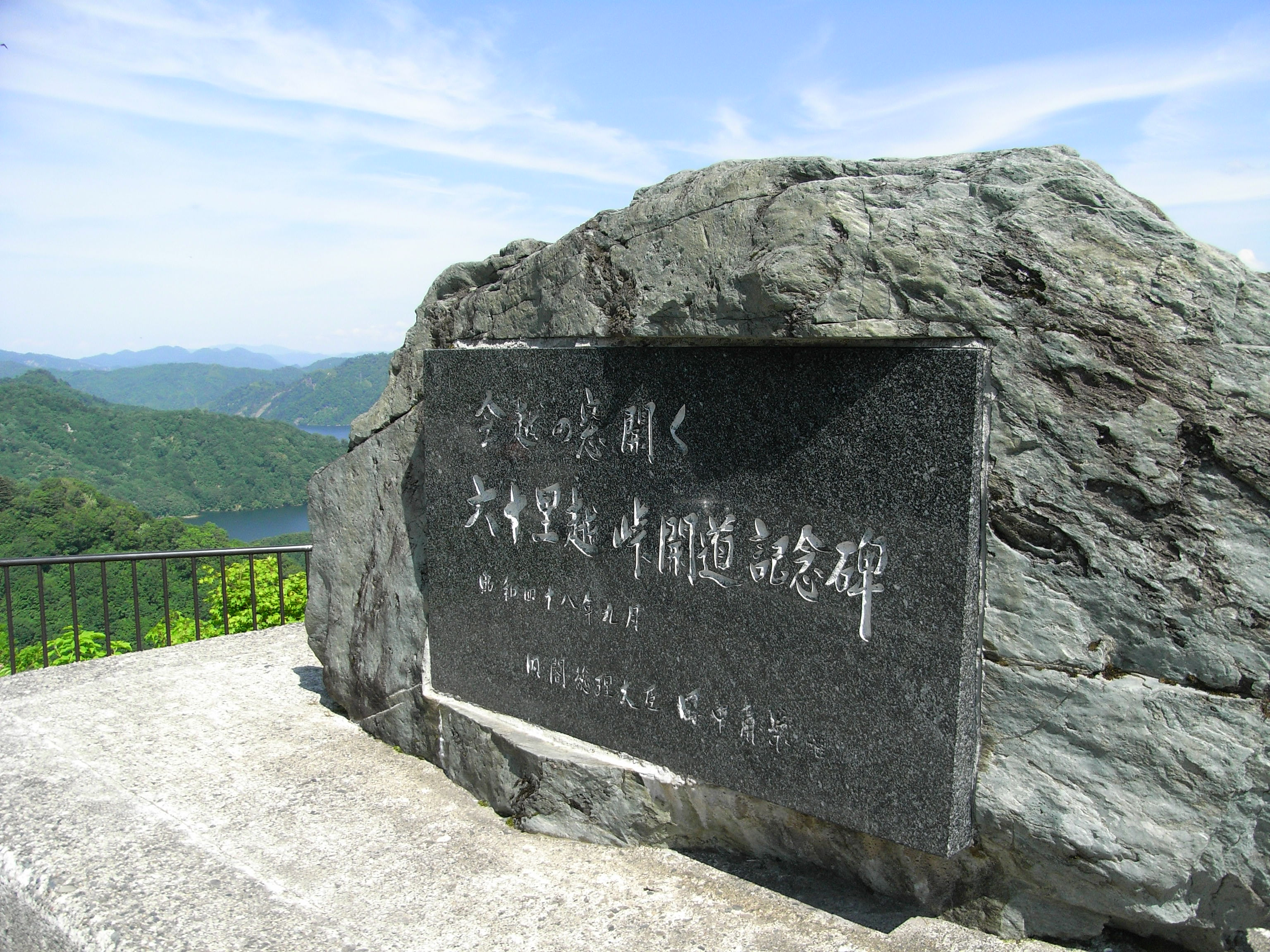
六十里越峠開道記念碑

新潟県魚沼市大白川と福島県南会津郡只見町大字田子倉の間にある峠、六十里越の周辺は急峻な山岳地形であることに加えて積雪が多く、冬季は雪崩や落石の危険性が高いため、魚沼市末沢から県境の六十里越トンネルを挟んで只見町大字石伏字上宮渕までの間は、おおむね11月中旬から翌年4月下旬にかけてのおよそ半年間は全面通行止めとなる。この冬季閉鎖の間、両市町の間は並行する東日本旅客鉄道（JR東日本）の只見線が唯一の交通連絡手段となる。

### 別名
- 会津沼田街道（只見町 - 会津坂下町）
- 六十里越雪わり街道（魚沼市大白川 - 南会津郡只見町大字田子倉）
  - 名称は、新潟県魚沼市と福島県只見町の県境の峠越えを古くから「六十里越」と呼んでおり、豪雪地帯のこの地の毎年雪解け時期に、道を覆っていた雪を割って地上を露出させることを「雪割り」と称するところから[11]。六十里越とは、実際には6里（約24 km）の道が60里に感じられるほど険しかったからだといわれる[11]。雪わり街道の名が示すとおり、冬季は雪に閉ざされて通行することはできない。

### 新道・バイパス
すべて福島県内。
大沼郡金山町
- 滝バイパス（滝沢）
  - 延長850 m。2014年（平成26年）12月20日開通。滝ダム周辺の只見川屈曲部に沿う幅員狭小路線であり、また旧滝トンネル（1961年（昭和36年）開通、全長140 m）の前後に急カーブがあり安全な交通に支障をきたしていたことから2005年（平成17年）度より事業化された。新たな滝トンネル（全長751 m）と滝スノーシェッド（全長50 m）で構成されている[12]。
- 二本木橋災害復旧事業（大塩 - 横田）
  - 延長580 m。2013年（平成25年）12月2日開通。二本木橋参照。
- 本名バイパス（越川 - 本名）
  - 延長2.68 km。2022年（令和4年）1月20日開通[7][8]。金山町越川から本名にかけて只見川右岸を走る現道は本名スノーシェットと本名ダム堤体の上を走るが、スノーシェッドからダム本体の右側に出てダム直上の本名橋を渡り、さらに直角に曲がって本名の集落に降りていく構造上の問題があること、加えてスノーシェッドの幅員狭小もあり、左岸側に本名トンネル（仮称）も含めたバイパスを建設することにした。現道の対岸にある湯倉地区の直上を通ることで、実質的に同地区の孤立対策も兼ねている。2010年（平成22年）事業化。2017年（平成29年）にトンネルが着工された。
- 川口バイパス（川口）
  - 延長1036.6 m。1990年（平成2年）10月29日完成供用。野尻川と只見川の合流部と福島県立川口高等学校が所在する山塊に挟まれた屈曲区間とその後の旧川口橋への急カーブを解消するために山塊を川口トンネルで貫き、野尻川を渡る川口橋も架け替えられ線形が改良された。現在旧道は町道に降格され生活道路として機能しているが、会津若松方には車止めが設置されており侵入が不可能である[13]。

大沼郡三島町
- 早戸バイパス（早戸）
  - 延長600 m。2011年（平成23年）10月31日開通。早戸第1スノーシェッド周辺の幅員狭小区間解消のために2003年（平成15年）度より早戸温泉郷トンネルの事業化が行われた[14]
- 宮下バイパス（名入 - 大登）
  - 延長1960 m。1989年（平成元年）10月13日完成供用。JR只見線会津宮下駅周辺の市街地の迂回、および狭隘屈曲区間の解消のために1977年（昭和52年）度より計画され、新宮下橋、高清水橋が架けられた。現在旧道は福島県道237号小栗山宮下線及び町道となっている[13]。

河沼郡柳津町
- 松倉拡幅（郷戸 - 柳津） 詳細は前述。

河沼郡会津坂下町
- 七折(坂本)バイパス（坂本 - 気多宮）
- 塔寺バイパス（気多宮 - 塔寺）

### 旧道・廃道
- 福島県道43号会津坂下山都線（塔寺地域の大部分が旧道）
- 七折橋
- 七折峠
- 会津坂下町坂本地内（藤わかれ交差点 - 会津坂本駅前交差点）
- 柳津隧道
- 旧・松倉橋
- 旧・滝谷川橋

1953年（昭和28年）6月、県道西方坂本線の橋として竣工。全長121 m、幅員6 mの1径間鋼下路式ランガー桁橋、3径間連続プレートガーダー橋であった。
- 駒啼瀬峠

### 重複区間
- 新潟県

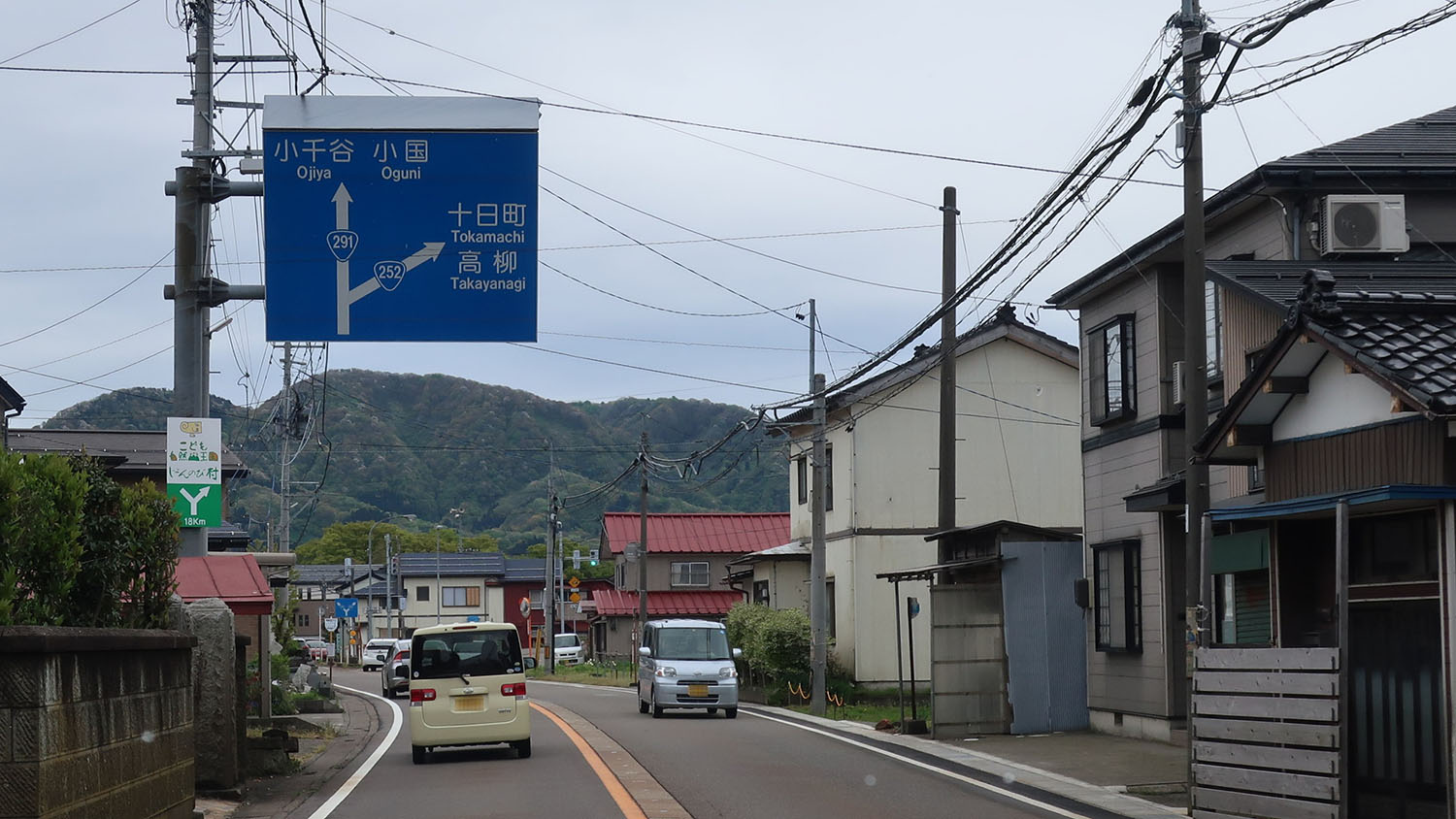
国道291号との分岐
新潟県柏崎市安田

  - 国道17号（魚沼市・堀之内庁舎前交点 - 四日町交点）
  - 国道117号（十日町市・下条栄町交点 - 北原交点）
  - 国道290号（魚沼市・四日町交点 - 渋川交点）
  - 国道291号（柏崎市・日吉町交点 - 鳥越交点、魚沼市・四日町交点 - 並柳東交点）
  - 国道352号（魚沼市・四日町 - 和田交点）
  - 国道403号（十日町市・中仙田甲）
- 福島県
  - 国道289号（南会津郡只見町・只見 - 叶津）
  - 国道400号（大沼郡・金山町川口 - 三島町名入）
  - 国道49号（河沼郡会津坂下町会津坂下IC交点 - 会津若松市中沢交点）

### 道路施設

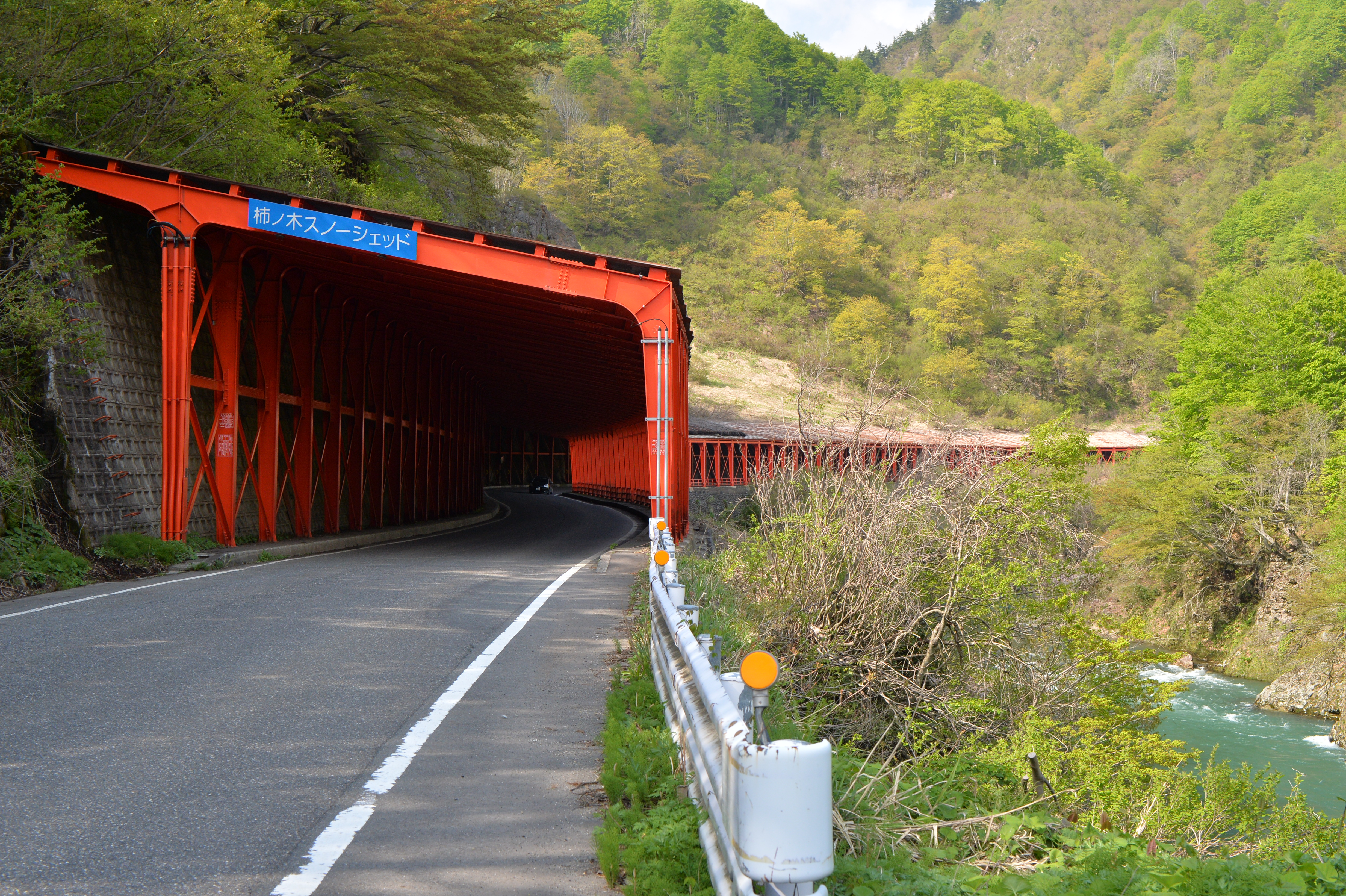
柿ノ木スノーシェッド（新潟県魚沼市穴沢）

#### 橋梁
新潟県
- 栄橋（十日町市・信濃川）

福島県
- あいよし橋（アイヨシノ沢 以下大沼郡只見町）
- 堅盤橋（叶津川）
- 蒲生橋（只見川）
- 寄岩橋（只見川）
- 中丸橋（小塩沢）
- 塩沢橋（塩沢川）
- 只子沢橋（只子沢 大沼郡只見町 - 大沼郡金山町）
  - 全長：100.0 m
  - 幅員：6.0 m
  - 型式：鋼単純活荷重合成H型ゲルバー鈑桁橋
  - 竣工：1961年[16]
- 二本木橋（只見川 以下大沼郡金山町）
- 越川橋
  - 全長：41.6 m
  - 幅員：7.2 m
  - 竣工：1954年[17]
  - 金山町越川字浦田に位置し、東北電力伊南川水力発電所の放水口が一級水系阿賀野川水系只見川に接続する地点に架かる。橋上は上下対向2車線で供用され、歩道が設置されていないため下り線側に人道側道橋が設置されている。平成23年7月新潟・福島豪雨により側道橋が流出したため、橋梁災害復旧事業として2012年度に架けなおされた。側道橋の総工費は8300万円[18]。
  - 越川橋側道橋
    - 全長：60.0 m
    - 幅員：2.5 m
    - 形式：鋼単純床版箱桁橋
    - 竣工：2012年度
    - 施工：東開工業
- 湯倉橋（只見川 本名バイパス）
- 新霧来沢橋（霧来沢 本名バイパス）
- 本名橋（只見川）
  - 全長：161.0 m
    - 主径間：16.0 m

  - 幅員：6.0 m
  - 型式：9径間鋼上路式単純トラス橋
  - 竣工：1955年
  - 施工：日立造船[19]
    - 本名ダム堤体上の管理路が国道に兼用され只見川を渡っている。
- 西谷橋（只見川）
- 川口橋
  - 全長：74.0 m
    - 主径間：36.5 m

  - 幅員：7.0（11.0） m
  - 形式：2径間連続非合成鋼箱桁橋
  - 竣工：1990年度
  - 金山町川口に位置し、一級水系阿賀川水系只見川支流の野尻川を渡る。線形改良、拡幅のための道路改良に伴い、国道橋梁整備事業として1983年度に着工された。総工費は4億500万円[20]。
- 水沼橋（只見川）
- 滝沢橋
  - 全長：45.0 m
    - 主径間：38.5 m

  - 幅員：8.0（14.0） m
  - 形式：RC固定アーチ橋
  - 竣工：1988年3月
    - 金山町滝沢で一級水系阿賀川水系只見川支流の普通河川滝沢川を渡る。旧橋の老朽化と幅員狭小の解消のため、1986年度より国道橋梁整備事業により建設された。総工費は3億2200万円[21]。
- 第4沼田跨線橋
  - 全長：37.1 m
  - 幅員：6.5（9.0） m
  - 形式：PC単純バイプレストレッシング方式I桁橋
  - 竣工：2003年度
  - 金山町水沼字赤沢に位置し、JR只見線を渡る。橋上は上下対向2車線で供用されており、歩道は設置されていない。只見線の車両限界の都合により桁下高さを確保する必要があったためバイプレストレッシング工法を用い桁高さが抑制されている。総工費は2億8800万円[22]。
- 早戸大橋（逆瀬川・JR只見線 以下大沼郡三島町）
  - 全長：255.5 m
    - 主径間：48.0 m

  - 型式：5径間鋼単純合成箱桁橋
  - 竣工：1976年
  - 施工：三菱重工業[23]
    - JR只見線早戸駅北側で只見川支流の逆瀬川と当路線に並行するJR只見線を緩やかにS字カーブを描きながら渡る。当橋梁は隣接して仮設されているJR只見線逆瀬川橋梁を渡る列車の撮影ポイントとなっている。
- 高清水橋（只見川）
- 新宮下橋（大谷川）
- 滝谷川橋（滝谷川 以下河沼郡柳津町）
- 松原橋
  - 全長：31.7 m
  - 幅員：6.5（11.0） m
  - 形式：鋼単純鈑桁橋
  - 竣工：1999年度
  - 柳津町郷戸字石生甲で一級水系阿賀野川水系只見川支流の準用河川滑沢川を渡る。橋上は上下対向2車線で供用され、上り線側に幅員2.5 mの歩道が設置されている。松倉拡幅の整備に伴い国道改築事業として建設された。桁はメンテナンスフリー化のため耐候性鋼材が使用されている。総工費は2億6200万円[24]。
- 柳津橋（只見川）
- 瑞光寺橋（只見川）
- 坂本橋（磐越自動車道 河沼郡会津坂下町 以下国道49号重複）
- 宮古橋（阿賀川 河沼郡会津坂下町 - 河沼郡湯川村）

#### トンネル
新潟県
- 山中トンネル（柏崎市・十日町市）
- 越ヶ沢トンネル（十日町市）
- 三坂トンネル（十日町市・魚沼市）
- 六十里越トンネル（魚沼市・福島県南会津郡只見町）

福島県
- 白沢トンネル（以下南会津郡只見町） - 1982年（昭和57年）開通。全長375 m。
- 入間木隧道 - 1958年（昭和33年）開通。全長375 m。
- 田子倉沢隧道 - 1958年（昭和33年）開通。全長50 m。
- 苧巻岳隧道 - 1958年（昭和33年）開通。全長120 m。
- 下平隧道 - 1958年（昭和33年）開通。全長40 m。
- 田子倉第二隧道 - 1957年（昭和32年）開通。全長70 m。
- 田子倉第一隧道 - 1955年（昭和30年）開通。全長126 m。
- 滝トンネル（以下大沼郡金山町）
  - 全長：751.0 m
  - 幅員：6.0（7.0） m
  - 有効高：4.7 m
  - 工法：NATM
  - 施工：佐久間・福浜大一・寿特定建設工事共同企業体
  - 竣工：2014年1月
  - 金山町滝沢に位置する。旧来の滝隧道（全長140.0 m・幅員5.0（5.5） m・1961年開通）の改良区間である滝バイパス整備に伴い、2011年度より建設された。2012年5月31日に起工式が行われ、2013年7月25日に貫通、2014年（平成26年）12月20日に開通した総工費は25億円[25]
- 本名トンネル（本名バイパス）
- 川口トンネル
  - 全長：206.0 m
  - 幅員：6.0（9.0） m
  - 有効高：4.7 m
  - 工法：側壁導坑先進工法
  - 施工：滝谷・大和・近藤建設共同企業体
  - 竣工：1990年10月
  - 金山町川口字船渡ノ上から字下岩下に至る。川口バイパス建設に伴い国道改良事業として1981年度より建設され、1987年1月23日に起工式が行われた。1989年4月14日に貫通し1990年10月29日に開通した。総工費は9億1500万円[25]
- 早戸温泉郷トンネル（以下大沼郡三島町）
  - 全長：330.0 m
  - 幅員：6.0（10.0） m
  - 有効高：4.7 m
  - 工法：NATM（上半先進ベンチカット工法・機械掘削方式）
  - 施工：滝谷建設工業
  - 竣工：2010年11月
  - 三島町早戸に位置する。早戸バイパス建設に伴い2008年度より国道第1種改良事業として建設された。2009年7月17日に起工式が行われ、2010年3月19日に貫通、2011年（平成23年）10月31日に開通した。総工費は10億5600万円[25]
- 早戸トンネル
  - 全長：625.0 m
  - 幅員：6.0（8.5） m
  - 有効高：4.5 m
  - 工法：上部半断面先進工法・側壁導坑先進上部半断面工法
  - 施工：大洋建設共同企業体
  - 竣工：1982年12月
  - 三島町早戸字湯の上から字大倉に至る。国道改良事業として建設され、1978年5月30日に起工式が行われた。1982年2月25日に貫通し、12月23日に開通した。総工費は15億1000万円[25]
- 川井トンネル
  - 全長：74.7 m
  - 幅員：6.0（8.0） m
  - 有効高：4.5 m
  - 施工：前田建設工業
  - 竣工：1971年3月
  - 三島町川井に位置する。只見川の断崖に沿い、狭隘で雪崩、落石の危険が高かった従来の国道区間の改良として国道改良事業により建設され1972年（昭和47年）に開通した[25]北詰は駒啼瀬トンネルとスノーシェルターでつながれている。南詰は橋梁をはさみ、道の駅尾瀬街道みしま宿が位置する。坑口部向かって左側に遊歩道があり、JR只見線第一只見川橋梁を望むビュースポットに至る。
- 駒啼瀬トンネル
  - 全長：534.7 m
  - 幅員：6.0（8.0） m
  - 有効高：4.5 m
  - 施工：前田建設工業
  - 三島町川井から桧原に至る。川井トンネルと同じく国道改良事業として建設され、1972年（昭和47年）に開通した[25]両側の坑門からはスノーシェルターが設置されており、坑門、扁額を目にすることはできない。
- 持寄トンネル（以下河沼郡柳津町）
  - 全長：252.6 m
  - 幅員：6.0（8.0） m
  - 有効高：4.5 m
  - 施工：前田建設工業
  - 柳津町郷戸字小栃窪から字栃窪に至る。旧来の持寄隧道の改良のため、国道改良事業として建設され、1977年（昭和52年）に開通した[25]持寄スノーシェルターが接続し、反対側の坑口もスノーシェッドが接続しており、扁額、銘板を通常目にすることはできない。
- 松倉トンネル
  - 全長：333.0 m
  - 幅員：6.5（10.75） m
  - 有効高：4.7 m
  - 工法：NATM（上部判断面ショートベンチカット工法・機械掘削方式）
  - 施工：滝谷・大和特定建設工事共同企業体
  - 2001年9月
  - 柳津町郷戸から柳津に至る。旧来の柳津隧道（全長154.0 m・幅員5.0（5.5） m・有効高3.9 m・1950年開通）の改良である松倉拡幅整備に伴い、国道改築事業として1998年度より建設された。1999年11月24日に起工式が行われ、2001年3月16日に貫通、2001年3月16日に開通した。総工費は14億3600万円[25]
- 七折峠(坂本)トンネル（河沼郡会津坂下町）

#### 道の駅
- 新潟県
  - 瀬替えの郷せんだ（十日町市）
  - いりひろせ（魚沼市）
- 福島県
  - 奥会津かねやま（大沼郡金山町）
  - 尾瀬街道みしま宿（大沼郡三島町）
  - 会津柳津（河沼郡柳津町）
  - あいづ 湯川・会津坂下（河沼郡湯川村）

## 地理

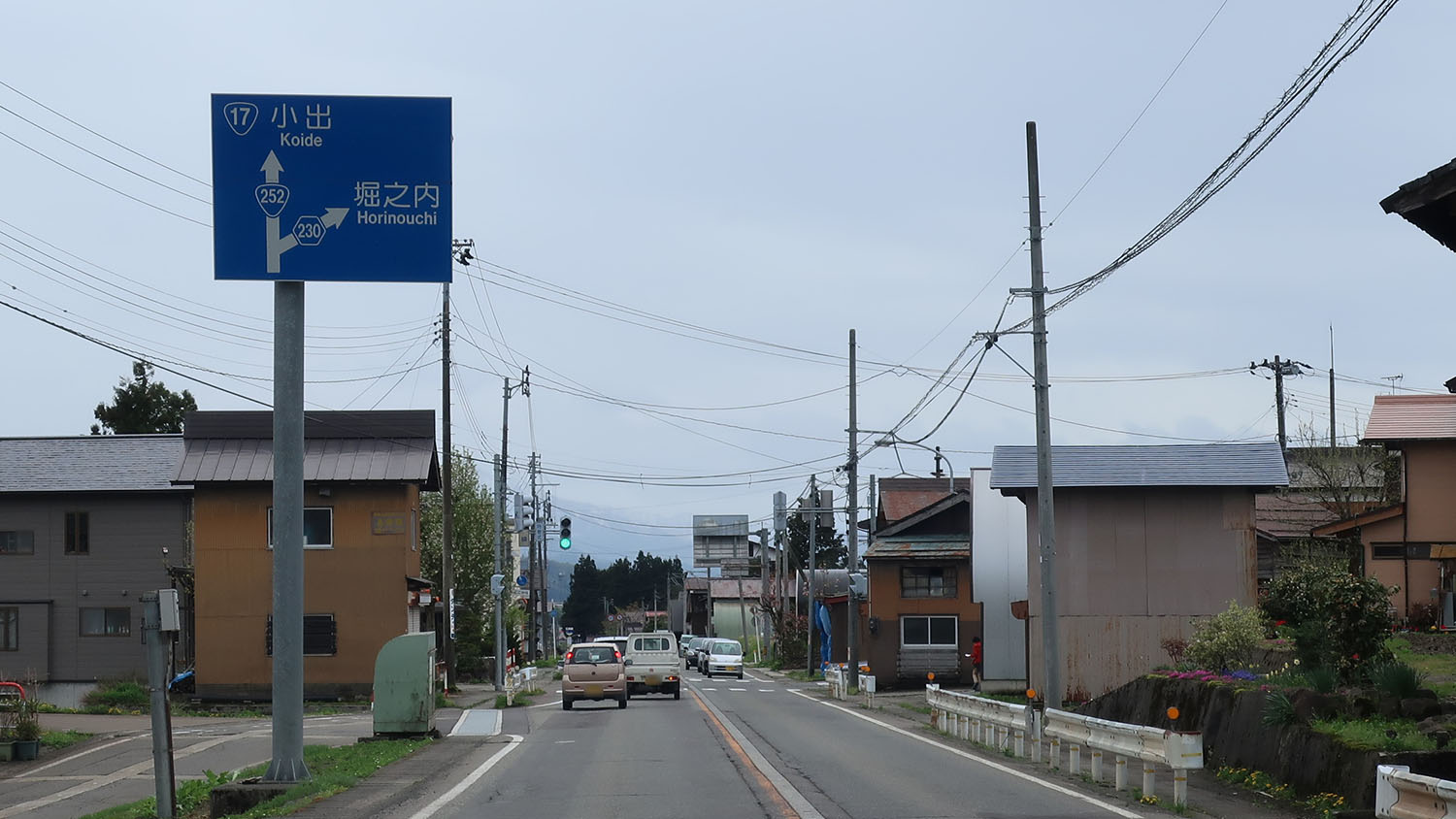
新潟県魚沼市和田付近
（2019年4月撮影）

柏崎市鳥越交点までと十日町盆地・魚沼盆地・会津盆地を除くとおおむね山間地を縫うように各市町村を結んでいる。したがって、ほとんど河川に沿っており、新潟県では鯖石川・信濃川・飛渡川・田河川・魚野川・破間川、福島県では只見川に沿っている。このため、新潟県内の各市と県境は分水嶺をトンネルによって越えている。六十里越の福島県側は、眼下に只見川のダム湖である田子倉湖を眺める山の斜面の急峻なワインディングロードである。
鉄道では、新潟県柏崎市・日吉町交点 - 鳥越交点間は、JR東日本信越本線、新潟県十日町市・下条栄町交点 - 北原交点間は、JR東日本飯山線、新潟県魚沼市・堀之内庁舎前交点 - 四日町交点間は、JR東日本上越線、魚沼市四日町交点 - 福島県会津若松市中央1までは、JR東日本只見線と並行している。他の区間に平行鉄道路線はない。

### 通過する自治体
- 新潟県
  - 柏崎市 - 十日町市 - 魚沼市
- 福島県
  - 南会津郡只見町 - 大沼郡金山町 - 大沼郡三島町 - 河沼郡柳津町 - 河沼郡会津坂下町 - 河沼郡湯川村 - 会津若松市

### 交差する道路
- 新潟県
  - E8 北陸自動車道 - 柏崎IC：柏崎市両田尻
  - 国道8号：柏崎市日吉町交点（起点）
  - 国道17号：魚沼市堀之内庁舎前交点・四日町交点
  - 国道117号：十日町市下条栄町交点・北原交点
  - 国道290号：魚沼市渋川交点
  - 国道291号：魚沼市並柳東交点
  - 国道352号：魚沼市和田交点
  - 国道403号：十日町市中仙田甲
- 福島県
  - E49 磐越自動車道 - 会津坂下IC・国道49号：河沼郡会津坂下町・会津坂下IC交点
  - 国道49号：会津若松市中沢交点
  - 国道118号、国道121号：会津若松市中央1（終点）
  - 国道289号：南会津郡只見町只見・叶津（新潟県方面不通）
  - 国道400号：大沼郡・金山町川口、三島町名入